# Thailandia ai XIX Giochi olimpici invernali
La Thailandia ha partecipato ai XIX Giochi olimpici invernali di Salt Lake City, che si sono svolti dall'8 al 24 febbraio 2002, con una delegazione formata da un solo atleta.

## Sci di fondo
| 30 km t.l. con partenza in linea | Prawat Nagvajara | non finito |  |  |  |

| Gara                      | Atleta           | Qualificazioni | Qualificazioni | Quarti di finale | Quarti di finale | Semifinali | Semifinali | Finale | Finale    |
| Gara                      | Atleta           | Tempo          | Pos.           | Tempo            | Pos.             | Tempo      | Pos.       | Tempo  | Posizione |
| ------------------------- | ---------------- | -------------- | -------------- | ---------------- | ---------------- | ---------- | ---------- | ------ | --------- |
| Sprint a tecnica classica | Prawat Nagvajara | 4'14"55        | 68             | Non qualificato  | Non qualificato  |            |            |        | 68        |